# Метт Кучар
Метт Кучар (англ. Matt Kuchar) — американський гольфіст, олімпійський медаліст.
Кучар має реноме одного з найстабільніших гравців PGA туру. Загальні його призові перевищують 30 млн доларів. 2010 року він виграв у турі найбільшу суму призових. Він має понад 80 фінішів у чільній десятці турнірів. Провів 40 тижнів у чільній десятці світового рейтингу.
Бронзову олімпійську медаль Кучар виборов на Олімпіаді 2016 в Ріо-де-Жанейро.
Виступав за США в Кубку Райдера 2010, 2012 та 2014 років.
Кучар — американець українського походження.

## Виноски
1. ↑  Matt Kuchar Tries To Explains the PGA to Nancy, Double Bogeys. Krikorian Writes. Архів оригіналу за 14 квітня 2016. Процитовано 11 січня 2016. На сторінці переповідається пояснення Метта про те, що він українець, що його прізвище Кухар перекладається англійською як Cook